# Художній музей Брукс
Художній музей Брукс в Мемфісі (англ. Memphis Brooks Museum of Art) — художній музей у місті Мемфіс, штат Теннессі, США, заснований 1916-го року, є найстарішим і найбільшим художнім музеєм штату Теннессі. Музей — приватний, фінансується некомерційною організацією, розташованою в Овертон-парку в Мідтауні Мемфіса.

## Історія
Стара будівля музею в стилі бозар, визнана Національним історичним пам'ятником США, спроектована Джеймсом Гемблом Роджерсом 1913 року. Побудовано на кошти Бессі Венс Брукс на згадку про її чоловіка Самуеля Гемілтона Брукса. Циліндрична прибудова, відкрита в 1955 році, спроектована архітектором Евереттом Вудсом. До складу музею також входять музейний магазин, ресторан «Brushmark», сад «Holly Court» і велика тераса, що відкриває вид на Овертон-парк. У 1989 році будівлю було розширено і переорієнтовано архітектурним бюро «Skidmore, Owings and Merrill». Площа музейних просторів збільшилася вдвічі і включила до себе новий парадний вхід і галереї на 3-х поверхах у місці з'єднання старої і нової будівель музею.
До складу музею входять 29 галерей, арт-класів, друкарню з більш ніж 4 500 робіт на папері, наукову бібліотеку з понад 5 000 примірників і аудиторію. Колекцію музею складають більше 7 000 творів мистецтва: картини, скульптури, малюнки, гравюри, фотографії та зразки декоративно-прикладного мистецтва. Виділяються колекція Самуеля Кресса картин відродження і бароко, Колекція Хьюго Діксона картин імпресіоністів, колекція Леві американських гравюр, колекція книг Гудмана і колекція Карла Гутхерца.

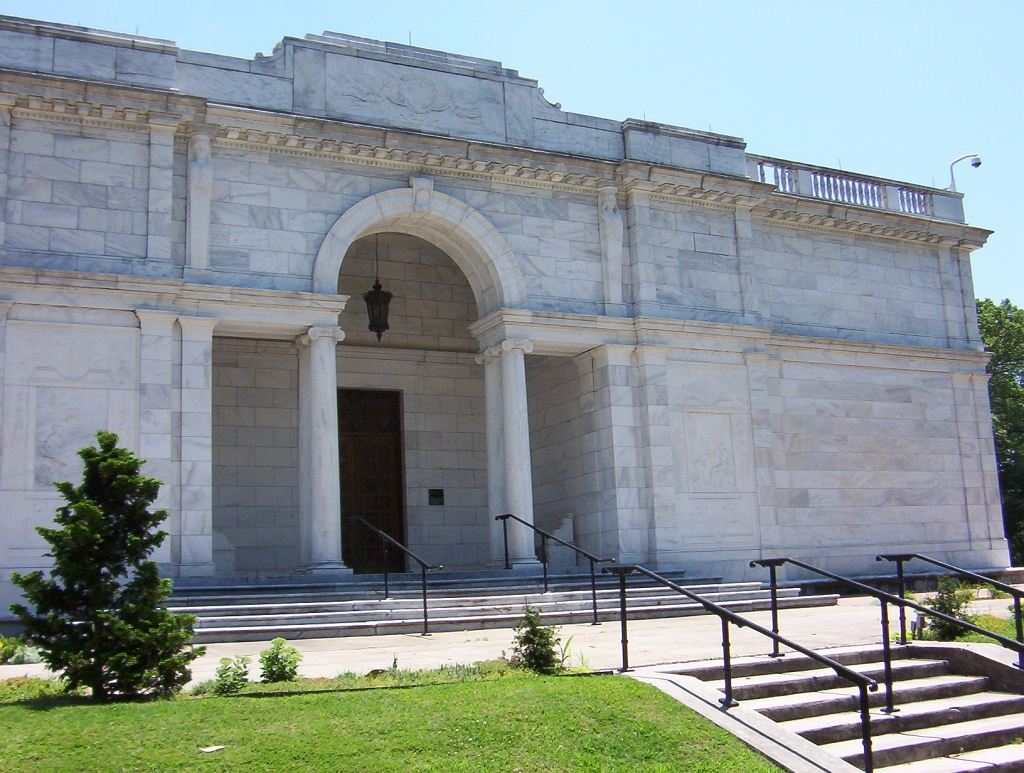

## Колекція
Постійну колекцію музею складають роботи італійського ренесансу, бароко, імпресіоністів і мистецтва XX століття. Колекція Кресса є однією з ряду подібних, розподілених по американським музеям. Примітна колекція англійських портретів, що включає в себе роботи Томаса Гейнсборо, Джошуа Рейнольдса, Томаса Лоуренса і Джорджа Ромні. Серед імпресіоністів представлених в Бруксі виділяються Каміль Піссарро, Ренуар, багато картин американських імпресіоністів: Уинслоу Хомера, Томаса Бентона, Чайльда Гассама і Роберта Генрі. Сучасне мистецтво представлено картинами Кеннета Ноланда, Роберта Мазервелла і Ненсі Грейвс, а також відомим на національному рівні художника з Мемфіса Керроллом Клоером.
У Бруксі також представлені скульптури та декоративно-ужиткове мистецтво, включаючи меблі та текстиль.